# Nußdorf am Attersee
Nußdorf am Attersee è un comune austriaco di 1 153 abitanti nel distretto di Vöcklabruck, in Alta Austria.